# Elogio fúnebre

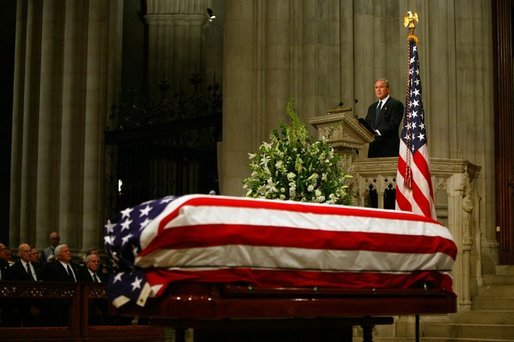
George W. Bush pronuncia el elogio fúnebre en el funeral de estado de Ronald Reagan, en junio de 2004.

Un elogio (del latín elogium, y este de εὐλογία, eulogia, griego clásico, eu para "bien" o "verdadero", logia para "palabras" o "texto", juntos para "alabanza") es un discurso o escrito en alabanza de una persona(s) o cosa(s), especialmente uno que recientemente murió o se retiró o como un término de cariño.
Los elogios se pueden dar como parte de los servicios funerarios . En los Estados Unidos, tienen lugar en una funeraria durante o después de un velorio; en el Reino Unido se dicen durante el servicio, generalmente en un crematorio o lugar de culto, antes de la estela. En los Estados Unidos, algunas denominaciones desalientan o no permiten elogios en los servicios para mantener el respeto por las tradiciones. Los elogios también pueden alabar a las personas que todavía están vivas. Esto normalmente tiene lugar en ocasiones especiales como cumpleaños, fiestas de oficina, celebraciones de jubilación, etc. 
Los elogios no deben confundirse con elegías, que son poemas escritos en homenaje a los muertos; ni con obituarios, que son biografías publicadas que relatan la vida de aquellos que han muerto recientemente; ni con obsequios, que generalmente se refieren a los rituales que rodean los funerales. Las rúbricas de la misa prohíben a los sacerdotes católicos presentar un elogio para el difunto en lugar de una homilía durante una misa fúnebre.
El uso moderno de esta palabra (eulogía, panegírico) fue documentado por primera vez en el siglo XV y viene del término latino medieval eulogium (Merriam-Webster 2012). Eulogium devino en el elogio actual.
Los elogios generalmente son entregados por un miembro de la familia o un amigo cercano de la familia en el caso de una persona muerta. Para un elogio viviente dado en casos como una jubilación, un colega de alto rango quizás podría entregarlo. En ocasiones, se elogian a quienes están gravemente enfermos o son ancianos, para expresar palabras de amor y gratitud antes de que mueran. Sin embargo, los elogios no se limitan solo a las personas, sino también a lugares o cosas (que cualquiera puede entregar), pero estos son menos comunes que los entregados a personas, ya sean vivas o fallecidas. 

## Historia
No solamente acostumbraron los antiguos decir oración fúnebre a los varones ilustres, sino también a los jóvenes y a las mujeres. Platón también cree que se deben decir elogios fúnebres a las mujeres. Los Egipcios solían decir las alabanzas del difunto antes de darle sepultura como igualmente los Griegos. Entre los Romanos P. Valerio fue el primero que hizo el elogio funeral a su colega Junio Bruto y fue tan aceptada por el pueblo, escribe Plutarco, que desde entonces quedó la práctica de decir la oración fúnebre a las personas de un sobresaliente mérito. David formó el elogio de Saul y de Jonatas, su hijo, en el lamento que hizo por su muerte.
El uso de las oraciones fúnebres en el Cristianismo es muy antiguo. San Gregorio Nacianceno, que vivió en el siglo IV y que hizo el elogio a su padre, a su hermano Cesario, a su hermana Gorgonea y a San Basilio, dice que ya era una costumbre antigua en su tiempo. Dice en el elogio fúnebre de su hermano 

Hemos dado alabanzas a su memoria para no omitir una costumbre establecida por un largo uso y que de ningún modo es contraria a nuestras máximas, según aquellas palabras del sabio: que hemos de hacer memoria de los buenos, alabándolos.

Nosotros también las usamos pero aconseja la Iglesia que no se digan a todo tipo de personas. Como dice un Concilio:

No se tengan indiferentemente por qualquiera oraciones fúnebres, sino solamente por aquellos que son gloriosos, é ilustres en sus linajes y pueblos o a aquellos, que son de tanto mérito, que deben los pueblos referir su sabiduría, y la Iglesia publicar su alabanza.

## Elogios famosos
Un elogio exitoso puede proporcionar consuelo, inspiración o establecer una conexión con la persona de quien es el elogio. La siguiente sección explorará algunos elogios bien conocidos que han hecho exactamente eso. 
- Elogio del presidente Ronald Reagan para la tripulación del transbordador espacial Challenger (1986):

- El elogio de Charles Spencer para su hermana, la princesa Diana (1997):

- El elogio de Jawaharlal Nehru para Mahatma Gandhi (1948):

- El elogio de Ted Kennedy para su hermano Robert F. Kennedy (1968):

- El Discurso fúnebre de Pericles recogido por Tucídides en Historia de la guerra del Peloponeso

## Diferentes tipos de elogios
Hay muchos tipos diferentes de elogios. Algunos de ellos están estrictamente destinados a ser una biografía de la vida de la persona. La breve biografía es simplemente un recuento de lo que pasó el individuo en su vida. Esto se puede hacer para resaltar puntos importantes de la vida del difunto. Otra versión es contar una visión más personal de lo que hizo el individuo. Implica volver a contar recuerdos que se comparten entre el narrador y el difunto. Los recuerdos, las impresiones y las experiencias son todas las cosas que se pueden incluir en un recuento del elogio personal (Burch, 2006). 